# Estación de Weinfelden
La estación de Weinfelden es la principal estación ferroviaria de la comuna suiza de Weinfelden, en el Cantón de Turgovia.

## Historia
La primera estación de Weinfelden fue abierta en el año 1855 con la apertura al tráfico ferroviario de la línea que unía a Winterthur con Romanshorn, del Schweizerische Nordostbahn (NOB). El edificio de la estación terminó de construirse en los años 1863 - 1864. En 1911 se inauguró el conocido como Mittelthurgaubahn, que parte desde Wil hasta Kreuzlingen.

## Situación
La estación se encuentra ubicada en el centro del núcleo urbano de Weinfelden. Tiene un total de tres andenes, de los cuales uno es central y los otros dos son laterales a los que acceden cuatro vías. Hay que sumar la existencia de otra vías pasante y varios haces de vías muertas.
La estación está situada en términos ferroviarios en la línea férrea Winterthur - Romanshorn, y en la línea Wil - Weinfelden - Kreuzlingen. Sus dependencias ferroviarias colaterales son la estación de Märstetten hacia Winterthur, la estación de Bussnang en dirección Wil, la estación de Kehlhof hacia Kreuzlingen y la estación de Bürglen en dirección Romanshorn.

## Servicios ferroviarios
Los servicios son prestados por SBB-CFF-FFS, que ofrece conexiones de larga distancia, regionales y de cercanías:

### Larga distancia
- IC Romanshorn - Amriswil - Sulgen - Weinfelden - Frauenfeld - Winterthur - Zúrich Aeropuerto - Zúrich - Berna - Thun - Spiez - Visp - Brig.
- IR Biel/Bienne - Grenchen Süd - Soleura - Oensingen - Olten - Zúrich - Zúrich Aeropuerto - Winterthur - Frauenfeld - Weinfelden - Kreuzlingen - Constanza. Trenes cada hora por dirección.

### Regional
- R Weinfelden - Wil.
- R Weinfelden - Kreuzlingen - Constanza.

### S-Bahn
S-Bahn San Galo
A la estación llegan dos líneas de la red de cercanías S-Bahn San Galo:
- S 5 San Galo – Gossau – Weinfelden. Trenes con frecuencias cada hora.
- S 7 Weinfelden – Sulgen – Romanshorn - Rorschach.

S-Bahn Zúrich
La estación está integrada dentro de la red de trenes de cercanías S-Bahn Zúrich, y en la que efectúan parada los trenes de varias líneas pertenecientes a S-Bahn Zúrich:
- S 24 Thayngen – Schaffhausen/Weinfelden – Winterthur – Zúrich Flughafen – Zúrich HB – Thalwil – Horgen Oberdorf – Zug
- S 30 Winterthur – Frauenfeld – Weinfelden (– Romanshorn – Rorschach)